# Bésik Kudújov
Bésik Serodínovich Kudújov (en ruso: Бесик Серодинович Кудухов; Tsjiloni, 15 de agosto de 1986-Armavir, 29 de diciembre de 2013) fue un deportista ruso de origen osetio que compitió en lucha libre.
Participó en dos Juegos Olímpicos de Verano, obteniendo en total dos medallas, plata en Londres 2012 y bronce en Pekín 2008. En agosto de 2016, en los reanálisis llevados a cabo por el Comité Olímpico Internacional (COI) de los Juegos de Londres 2012, se detectó una sustancia prohibida en una muestra almacenada de su sangre. Sin embargo, dado que el luchador había muerto en diciembre de 2013 a causa de un accidente de tráfico, el COI decidió cerrar el caso y dejarle la medalla a título póstumo.
Ganó cinco medallas en el Campeonato Mundial de Lucha entre los años 2006 y 2011, y una medalla de oro en el Campeonato Europeo de Lucha de 2007.

## Palmarés internacional
| Juegos Olímpicos   | Juegos Olímpicos      | Juegos Olímpicos  | Juegos Olímpicos |
| Año                | Lugar                 | Medalla           | Categoría        |
| ------------------ | --------------------- | ----------------- | ---------------- |
| 2008               | Pekín (China)         | Medalla de bronce | 55 kg            |
| 2012               | Londres (Reino Unido) | Medalla de plata  | 60 kg            |
| Campeonato Mundial |                       |                   |                  |
| Año                | Lugar                 | Medalla           | Categoría        |
| 2006               | Cantón (China)        | Medalla de plata  | 55 kg            |
| 2007               | Bakú (Azerbaiyán)     | Medalla de oro    | 55 kg            |
| 2009               | Herning (Dinamarca)   | Medalla de oro    | 60 kg            |
| 2010               | Moscú (Rusia)         | Medalla de oro    | 60 kg            |
| 2011               | Estambul (Turquía)    | Medalla de oro    | 60 kg            |
| Campeonato Europeo |                       |                   |                  |
| Año                | Lugar                 | Medalla           | Categoría        |
| 2007               | Sofía (Bulgaria)      | Medalla de oro    | 55 kg            |